# 窩夫

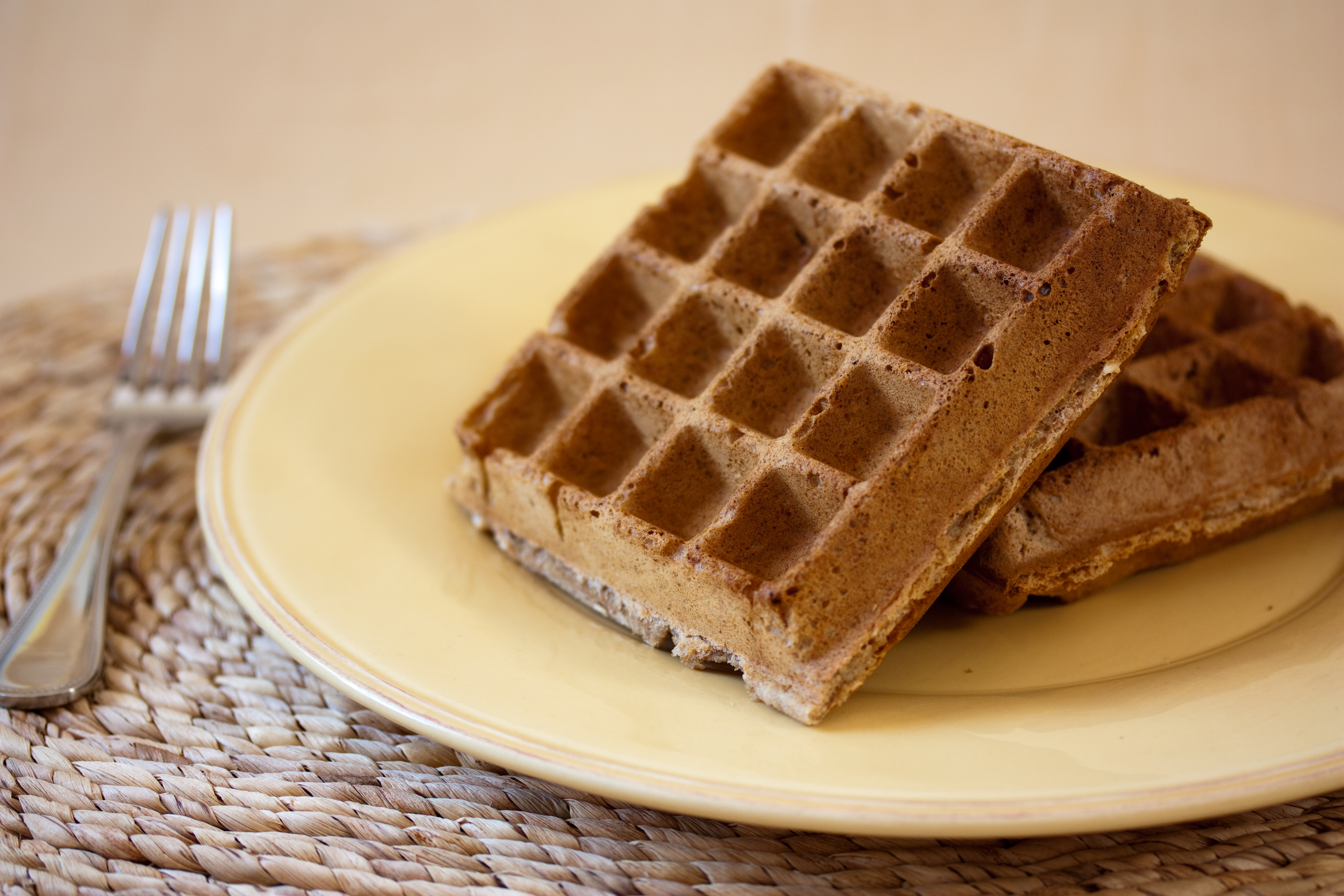
兩塊巧克力格子鬆餅

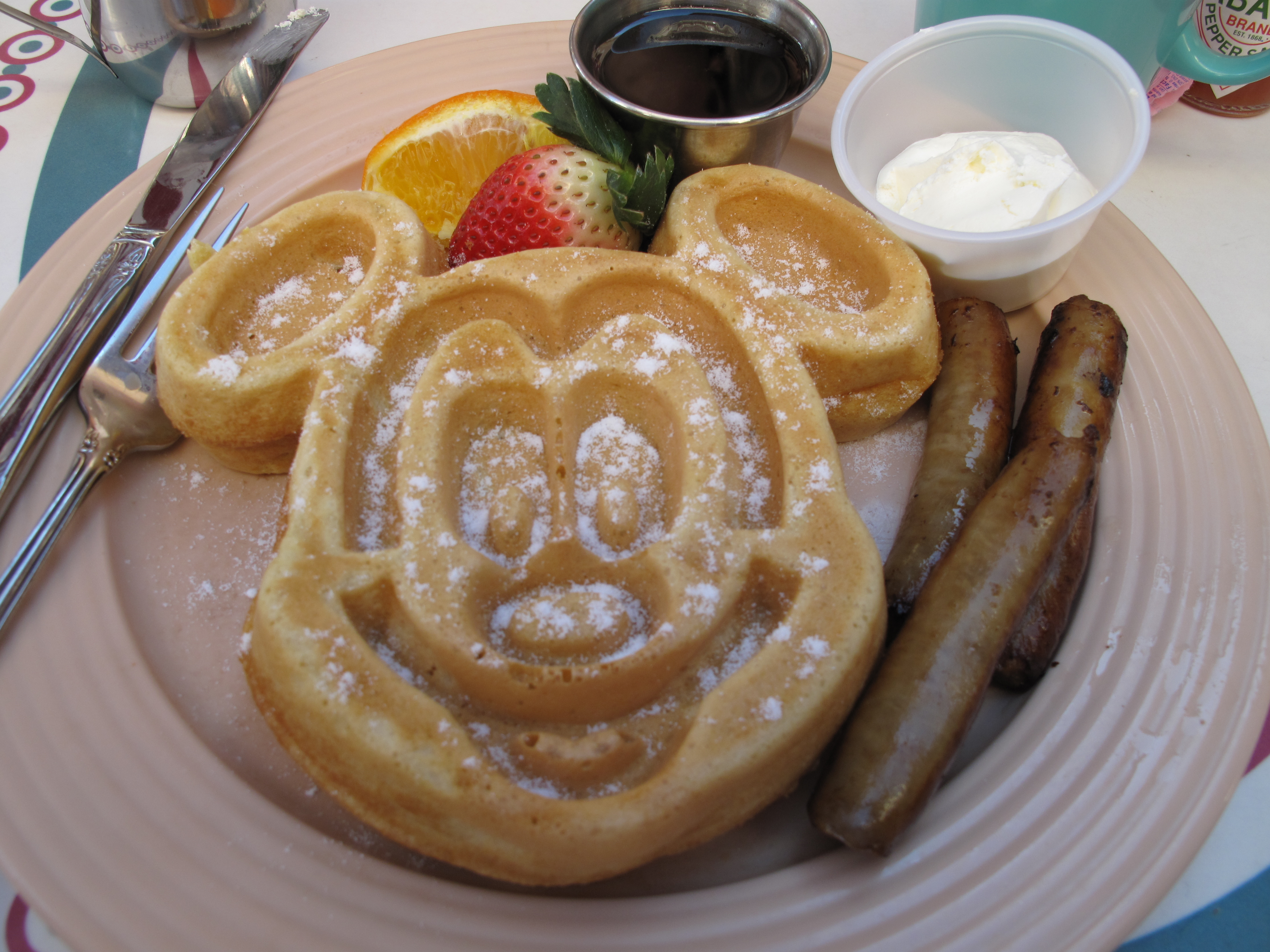
米老鼠鬆餅

窩夫（英語：waffle），又稱為窩夫、華夫餅、格子餅、比利時鬆餅、格仔餅、壓花蛋餅，是一種烤餅，源於比利时，使用窩夫烤模烤成。烤盤上下兩面呈格子狀，能將倒進去的麵糊（或麵糰）塑型出格子來。

## 製法
以雞蛋、砂糖、麵粉、泡打粉、淡奶攪成蛋漿，在烤盘刷上少许的油，倒入面糊在下方烤盤凹陷處，并将上面的凸狀蓋子蓋下，把麵糊壓出格子來，再放在爐火上烤製而成，最後配上不同食材或醬料即可。近年来有用電的烤盤，方便不少人。

## 不同種類的窩夫
窩夫傳到不同地區，有不同吃法。

### 比利時
- 布鲁塞尔窩夫或盧布賽爾鬆餅（Brussels waffle），因為布魯塞爾是比利時的首都，所以一般的比利時鬆餅就是指布魯塞爾鬆餅，它的餅身較厚、格子較大；製作時會在麵糰加入酵母、蛋白，所以較為鬆脆。常於早餐時吃，除了可配黄油、糖漿外，也可以挤上一些鮮奶油，還可配搭草莓、藍莓、覆盆子、香蕉、葡萄、奇异果等水果一起吃，也可配冰淇淋，有時亦會作為甜品食用。

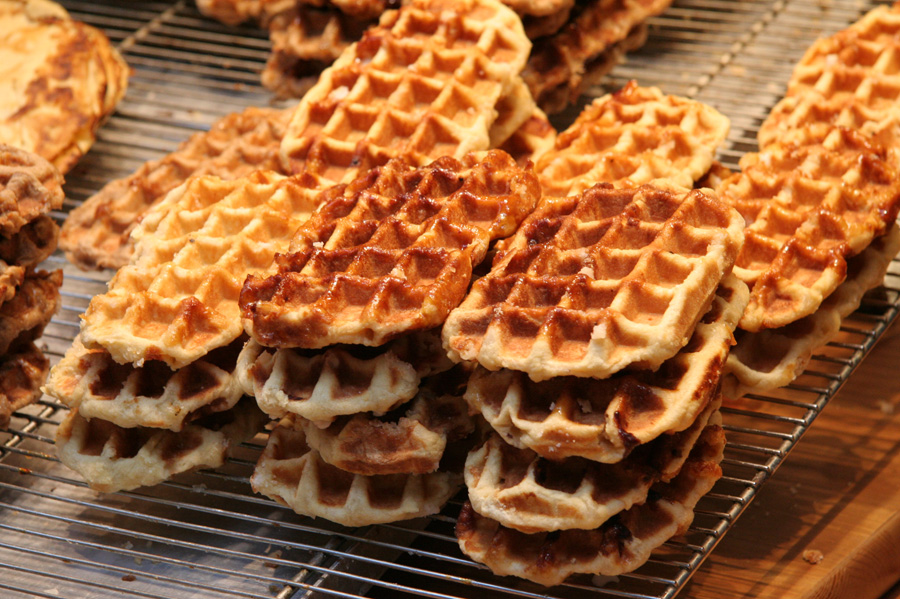
列日窩夫

- 列日窩夫或列日鬆餅（Liège waffle），源自比利時東面城市列日（Liège），於公元十八世紀由一名居於列日采邑主教區（Bishopric of Liège，又稱）的廚師所創。通常於街上小店舖售賣，即叫即做，即買即吃，一些超級市場亦有售賣；體積較比利時窩夫小，較甜，口感亦較實，裹著的一層焦糖令這種窩夫有點小甜。大部份為原味，亦有在麵糊加入香草味或肉桂味香料的；可在上面加水果、鮮奶油、巧克力等。

### 英國
- 馬鈴薯窩夫（potato waffle）是一種深受英國人喜愛的急凍食品，是一種用脫水馬鈴薯用水浸泡後，加上食用油、调味料製成的鹹食，用烤麵包機、烤箱或烤架烘烤或用平底锅煎，用作配菜或小吃，吃時可夾煎蛋或乾酪，灑上胡椒粉和鹽。不少急凍食品公司，例如麥肯食品（McCain Foods Ltd.）和雀目牌（Birdseye，又稱伯宰或鳥眼）均有製造這種窩夫。

### 香港
- 格餅是香港常見的街頭小吃之一[1]，有時又稱作「夾餅」，表示夾著餡料吃。格仔餅以前常見於街頭流動小販。香港的格仔餅有別於歐洲流行的窩夫，餅上的方格較比利時窩夫細小，一般呈圓形，分成四等份。麵糊大多以雞蛋、砂糖、麵粉及淡奶混合而成，基本成分與香港另一街頭小吃雞蛋仔相同，事實上售賣格仔餅的小販通常會同時出售雞蛋仔，與雞蛋仔相比，格仔餅的質感比較柔軟，格仔餅通常會夾著餡料一起吃。烤好的格仔餅吃起來有點鬆軟，而且味甜。傳統上的港式格仔餅都是金黃色及帶有蛋香，其後格仔餅出現了不同的顏色和口味，如在麵糊加入朱古力粉做成朱古力味，或使用咖啡粉做出咖啡味，也有做成蜜瓜等水果味道，亦有加入抹茶粉使麵糊帶有茶香[2]，格仔餅的顏色亦會因為麵糊的材料轉變而可做出不同的顏色。格仔餅烤好成形後，一般會在其中一面加上餡料，最傳統的餡料是塗抹牛油、花生酱及煉奶，再加上小量砂糖，然後將圓形的格仔餅夾著餡料對摺成半圓形，之後便可放入紙袋內交到客人手上。除了傳統的牛油及花生醬混合餡料，也可加入不同味道的果酱，例如草莓、蓝莓果酱或蘋果醬[3]，有的使用紅豆沙[2]，也有使用雪糕作為餡料。

### 台灣
- 細格窩夫三明治（Waffle Sandwich），台灣最有名的窩夫連鎖店為「小木屋鬆餅」，皆使用為細格窩夫單圓形窩夫，烘烤後在半圓加上需要的糖漿、餡料，對折完成類似三明治的吃法。餡料有從甜口味到鹹口味的炸物都可以入餡，可做為單餐主食或下午茶點心。
- 長型窩夫/長條窩夫（Waffle Sticks），這種長條狀的窩夫，是由台灣廠商開發而成，又稱為金鑽長條型、熱狗型。有別於細格窩夫，長型窩夫口感外層特別酥脆，內部更多了一份糕餅的鬆軟口感。細格圓胖的外觀惹人愛憐，餅身厚實，餅體空間更多，可輕易導入餡料，內用擺盤或裝袋外賣都非常雅觀。台灣北部連鎖的「wowffles鬆餅專門店」、板橋「浣熊鬆餅咖啡屋」等名店都可以吃到長型窩夫。

### 美國

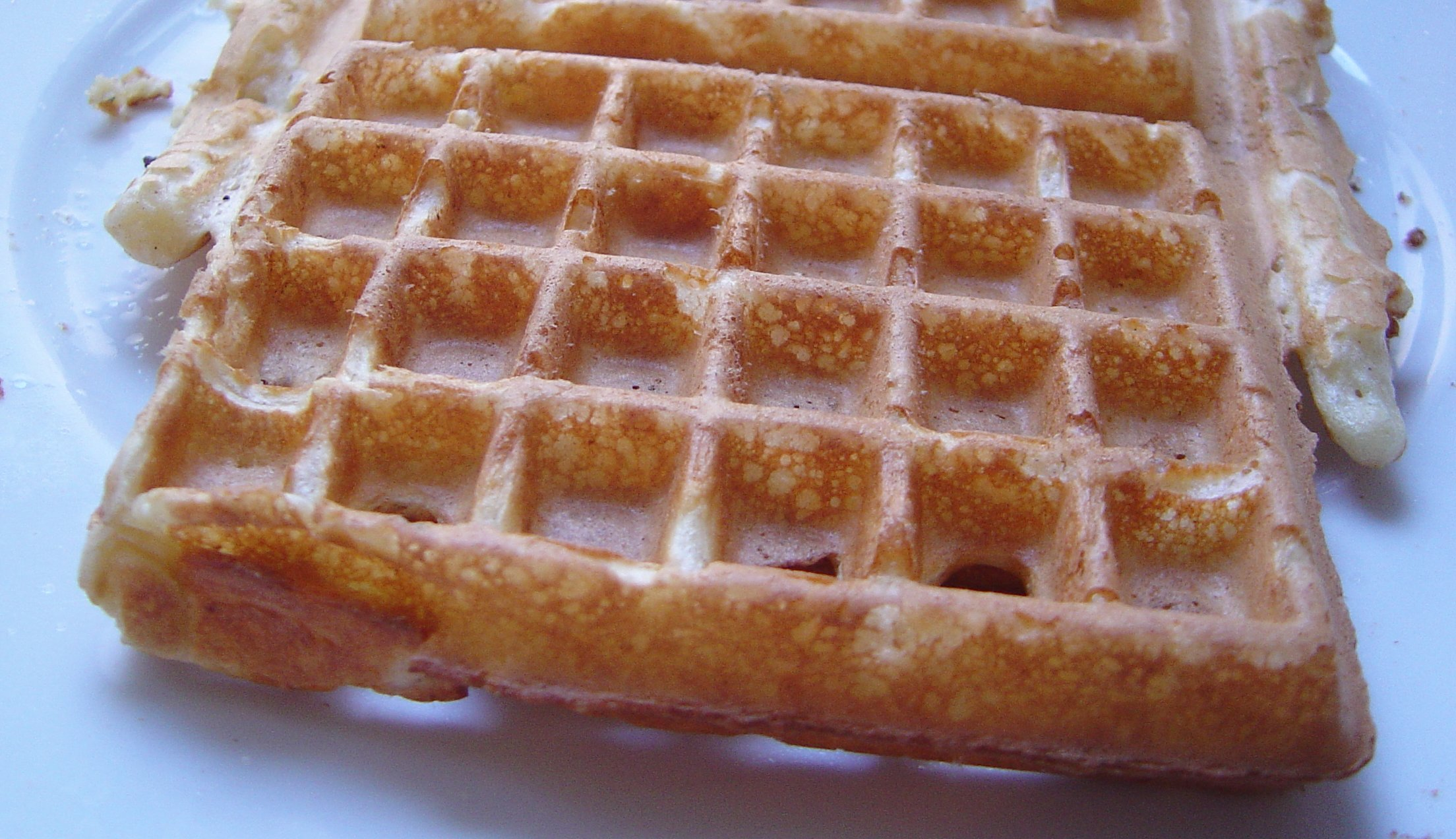
美式窩夫

- 美式窩夫（Traditional waffles），1620年由朝聖者吸取荷兰的製法所創，美国人常作早餐食品，食用時塗上黄油，淋上糖漿，亦有其他食法（如淋上巧克力糖漿，或放水果再灑糖霜在表面）。格子較比利時窩夫小，餅身亦較薄，烤至鬆脆，一份有四、五個疊起。常作常餐食用。與比利時窩夫最大不同之處，在於美式窩夫用發粉代替酵母和蛋白。

### 韓國
韓式窩夫以鮮奶油和蜜糖為餡料，對摺起來吃。

### 其他
- 糖窩夫（Sugar waffle）
- 軟窩夫（Soft waffle）
- 餅乾窩夫（Biscuit waffle）
- 水果窩夫（Fruit waffle）

## 外部連結
- Picture of wafers （页面存档备份，存于） being made from around 1340
- References from Chaucer （页面存档备份，存于） to wafers and waferers from The Miller's Tale and The Pardoner's Tale
- Food timeline （页面存档备份，存于） entry for waffles.
- Medieval wafers with whipped cream
- Discussion of wafers （页面存档备份，存于） in the Middle Ages.
- 视频：华夫饼 轻松搞 （页面存档备份，存于）

 维基共享资源上的相關多媒體資源：窩夫